# Station Aigremont
Station Aigremont is een voormalige spoorweghalte langs spoorlijn 125 (Namen - Luik) in de gemeente Flémalle. Het is na de oorspronkelijke opening in 1888 regelmatig gesloten en weer heropend. De stopplaats werd niet bediend tijdens de Eerste Wereldoorlog, een heropening volgde in 1919. Ook tijdens de Tweede Wereldoorlog was het gesloten en een tweede heropening vond plaats in 1946. Met de introductie van het IC/IR-plan in 1984 werd de stopplaats opnieuw gesloten, maar na een evaluatie werd het voor een derde keer opnieuw geopend in 1988. Deze heropleving was slechts van korte duur, want in 1993 werd de stopplaats voor een vierde en laatste keer gesloten.

## Reizigerstellingen
De grafiek en tabel geven het gemiddeld aantal instappende reizigers weer op een week-, zater- en zondag.
| Tabel: aantal instappende reizigers station Aigremont | Tabel: aantal instappende reizigers station Aigremont | Tabel: aantal instappende reizigers station Aigremont | Tabel: aantal instappende reizigers station Aigremont |
|                                                       | Weekdag                                               | Zaterdag                                              | Zondag                                                |
| ----------------------------------------------------- | ----------------------------------------------------- | ----------------------------------------------------- | ----------------------------------------------------- |
| 1977                                                  | 131                                                   | 32                                                    | 14                                                    |
| 1978                                                  | 125                                                   | 20                                                    | 16                                                    |
| 1979                                                  | 62                                                    | 50                                                    | 28                                                    |
| 1980                                                  | 102                                                   | 25                                                    | 6                                                     |
| 1981                                                  | 120                                                   | 38                                                    | 23                                                    |
| 1982                                                  | 108                                                   | 28                                                    | 14                                                    |
| 1983                                                  | 109                                                   | 13                                                    | 13                                                    |
| 1984                                                  | -                                                     | -                                                     | -                                                     |
| 1985                                                  | -                                                     | -                                                     | -                                                     |
| 1986                                                  | -                                                     | -                                                     | -                                                     |
| 1987                                                  | -                                                     | -                                                     | -                                                     |
| 1988                                                  | 43                                                    | 10                                                    | 11                                                    |
| 1989                                                  | 43                                                    | 17                                                    | 15                                                    |
| 1990                                                  | 44                                                    | 14                                                    | 13                                                    |
| 1991                                                  | 48                                                    | 13                                                    | 9                                                     |
| 1992                                                  | 45                                                    | 14                                                    | 13                                                    |